# Ceai oolong
Mai este numit și Wulong sau ceai bleu-verde. Este un ceai semi-fermentat. Mai parfumate, mai dulci, mai puțin bogate în teină decât ceaiurile verzi, ceaiurile oolong sunt foarte apreciate.

## Prelucrare
Există mai multe metode de prelucrare a ceaiului oolong dar cea mai interesantă constă în a agita frunzele în coșuri. Astfel marginile frunzelor sunt "șocate", fermentând și înroșindu-se în timp ce centrul lor rămâne verde.

## Clasificare
Cele mai faimoase ceaiuri oolong se găsesc în China, Taiwan (Formosa) și în India.

### Oolong-uri dinChina
Există trei importante sortimente de ceaiuri oolong, de la cele mai puțin fermentate la cele mai mult fermentate. 

#### Wu I
Foarte apropiate de ceaiul verde, aceste ceaiuri provin de pe muntele Wu I, de unde își trag numele. Cu o fermentatie de cca.15%, ele păstrează caracteristicile vegetale și iodate ale ceaiurilor verzi.

#### Tieh Kuan Yin
Fermentatie 40-50%. Există numeroase calități. Cele mai bune dau infuzii de un galben auriu cu gust de castane și parfum floral. Sunt ceaiuri cu gust plăcut.
Un ceai oolong legendar din provincia chineză Fujian. Ceaiul Tieh Kuan Yin este unul dintre cele mai iubite ceaiuri oolong din China iar timpul de producție este extrem de lung (în procesarea lui s-au observat mai bine de 10 pași diferiți de procesare). Infuzia este caldă, moale și are o textură minerală fină. Note de nuci prăjite și varză moale. Aromă florală îmbietoare, aromă ușoară de orhidee și astringență fină. O infuzie meditativă. Ceai oolong Arhivat în 18 aprilie 2013, la Wayback Machine.

#### Oolong-uri fermentate
Aceste ceaiuri se apropie de ceaiurile negre.
Ceaiul Oolong, este o băutură care poate înlocui fără probleme cafeaua de dimineață, fără a îndulci tare băutura, pentru ca se pot anula toate beneficiile acestui minunat ceai.

### Oolong-uri dinTaiwan

#### Puchong
Acest ceai , numit și Bao Zhong este foarte apropiat de ceaiul verde. El suferă o operație de uscare deosebită prin înfășurare într-o hârtie de bumbac. Există mai multe varietăți de Bao Zhong foarte răspandite în Taiwan. Are frunze lungi iar infuzia este galbenă având în funcție de tip, reflexe verzi.

#### Dong Ding
Dong Ding sau "Piscul înghețat" este un munte pe care crește unul dintre cele mai bune ceaiuri din Taiwan. Este un ceai intermediar între Bao Zhong și oolong-urile clasice.

#### Oolong clasic
Vândut sub numeroase denumiri care de care mai incitante (Fancy, Imperial, Extra, Choicest, ș.a), acesta este un oolong tare, fermentat 70%, aproape de un ceai negru.

### Oolong-uri dinIndia
Acestea sunt cunoscute și ca Oolong-uri Darjeeling.

#### Dragon Claws
Este un ceai produs într-o cantitate foarte mică, fiind și unul dintre cele mai apreciate oolong-uri.